# Trường Đại học Công nghiệp Quảng Ninh
Trường Đại học Công nghiệp Quảng Ninh (tên tiếng Anh: Quang Ninh University of Industry) là trường Đại học công lập trực thuộc Bộ Công thương, trụ sở của Trường được đặt tại phường Yên Thọ, thành phố Đông Triều, tỉnh Quảng Ninh.
Nhiệm vụ chính của Trường là đào tạo nguồn nhân lực Đại học và sau đại học, cao đẳng... với các chuyên ngành như: Công nghệ thông tin, Kỹ thuật điện - điện tử, Công nghệ kỹ thuật điều khiển và tự động hoá, Cơ khí ôtô, Kế toán, Tài chính ngân hàng, Quản trị kinh doanh, Du lịch - Lữ hành, Công nghệ khai thác khoáng sản rắn, Kỹ thuật môi trường, Điện tử, Trắc địa mỏ và công trình, Cơ khí... phục vụ nhu cầu phát triển kinh tế - xã hội của Quảng Ninh và cả nước.
Cơ sở đào tạo thi cấp chứng chỉ HSK, HSKK duy nhất ở Quảng Ninh
Thi chứng chỉ ứng dụng công nghệ thông tin cơ bản tại Quảng Ninh.

## Lịch sử
Trường Đại học Công nghiệp Quảng Ninh (tên tiếng Anh Quang Ninh University of Industry), tiền thân của trường là trường Kỹ thuật Trung cấp Mỏ, được thành lập ngày 25/11/1958 theo Quyết định số 1630 / BCN của Bộ Công nghiệp, địa điểm tại thị xã Hồng Gai (nay là thành phố Hạ Long, tỉnh Quảng Ninh). Năm học 1990 – 1991, Trường được Bộ Giáo dục và Đào tạo giao cho nhiệm vụ đào tạo thí điểm Kỹ thuật viên cấp cao, tiếp sau Bộ Năng lượng (khi đó) giao nhiệm vụ đào tạo kỹ sư ngắn hạn hai chuyên ngành Khai thác mỏ và Cơ điện mỏ. Nhiều sinh viên tốt nghiệp các lớp Đại học này đang là những cán bộ lãnh đạo, quản lý chủ chốt của các doanh nghiệp của Tập đoàn công nghiệp Than- Khoáng sản Việt Nam. Sau chặng đường dài kiên trì phấn đấu, ngày 24/7/1996, tại Quyết định số 479/ TTg, Thủ tướng Chính phủ đã quyết định nâng cấp Trường thành Trường Cao đẳng Kỹ thuật Mỏ, đào tạo các ngành kỹ thuật- công nghệ từ bậc Cao đẳng trở xuống, và đặc biệt vinh dự cho CB, GV, NV của Nhà trường ngày 25/12/2007 được Thủ tướng chính phủ ký Quyết định số: 1730/Qđ-TTg nâng cấp trường Cao đẳng Kỹ thuật Mỏ thành trường Đại học công nghiệp Quảng Ninh.
- Hiện nay trường có 266 cán bộ, giảng viên, công nhân viên chức, trong đó số giảng viên cơ hữu là 198 người với trình độ như sau:
- Sau Đại học: 132 người (gồm GS, PGS, TS, TSKH, NCS, thạc sĩ, cao học) chiếm tỷ lệ 66,6% trên tổng số giảng viên, trong đó tiến sĩ 28 người.
- Kỹ sư, cử nhân khoa học: 68 người chiếm 33,4%).
- Có 66 giảng viên đã tốt nghiệp tiến sĩ Đức, Nga, Ba Lan, Hàn Quốc, Pháp, Nhật Bản, Trung Quốc.

## Các khoa, bộ môn
Hiện Trường có 7 khoa đào tạo:
- Khoa Mỏ - Công trình
- Khoa Điện - Điện tử
- Khoa Cơ khí - Động lực
- Khoa Kinh tế
- Khoa Trắc địa - Địa chất
- Khoa Công nghệ thông tin
- Khoa Khoa học Cơ bản
- Bộ môn Lý luận chính trị

## Ngành nghề đào tạo
| Ngành                                           | Chuyên ngành | Mã ngành |
| ----------------------------------------------- | --- | -------- |
| 1. Công nghệ thông tin                          | + Hệ thống thông tin + Mạng máy tính + Công nghệ phần mềm | 7480201  |
| 2. Tài chính ngân hàng                          | Tài chính doanh nghiệp | 7340201  |
| 3. Kế toán                                      | Kế toán tổng hợp | 7340301  |
| 4. Quản trị kinh doanh                          | + Quản trị kinh doanh tổng hợp + Quản trị dịch vụ Du lịch - Khách sạn - Lữ hành | 7340101  |
| 5. Công nghệ kỹ thuật điều khiển và tự động hóa | + Công nghệ kỹ thuật tự động hoá + Công nghệ đo lường và điều khiển | 7510303  |
| 6. Công nghệ kỹ thuật điện, điện tử             | + Công nghệ kỹ thuật điện tử; + Công nghệ kỹ thuật điện; + Công nghệ cơ điện; + Công nghệ điện lạnh; + Công nghệ cơ điện mỏ; + Công nghệ cơ điện tuyển khoáng; + Công nghệ thiết bị điện - điện tử; + Công nghệ kỹ thuạt điện tử - Tin học công nghiệp | 7510301  |
| 7. Công nghệ Kỹ thuật Cơ khí                    | + Công nghệ kỹ thuật cơ khí ô tô + Tự động hoá thiết kế Công nghệ cơ khí + Công nghệ Kỹ thuật cơ khí mỏ | 7510201  |
| 8. Kỹ thuật mỏ                                  | + Kỹ thuật mỏ hầm lò + Kỹ thuật mỏ lộ thiên | 7520601  |
| 9. Công nghệ kỹ thuật công trình xây dựng       | + Xây dựng mỏ và công trình ngầm + Công nghệ kỹ thuật công trình xây dựng hầm và cầu | 7510102  |
| 10. Kỹ thuật tuyển khoáng                       | Kỹ thuật tuyển khoáng rắn | 7520607  |
| 11. Kỹ thuật trắc địa - Bản đồ                  | + Trắc địa công trình + Trắc địa mỏ | 7520503  |
| 12. Kỹ thuật địa chất                           | + Địa chất công trình - Địa chất thủy văn + Địa chất mỏ | 7520501  |

## Cơ sở vật chất
Cơ sở 1:
| - Cơ sở 2 ở phường Minh Thành - thị xã Quảng Yên hiện đang xây dựng để phục vụ cho công tác đào tạo Đại học và sau Đại học với diện tích đất được sử dụng là 50ha, gồm nhiều hạng mục công trình với dự án đó đã được Chính phủ phê duyệt với tổng mức đầu tư từ năm 2007 đến năm 2025 là 801 tỷ đồng; Với hơn 50 năm hoạt động đào tạo và kết hợp cả công tác thăm dò và sản xuất, Trường đã được Đảng và Nhà nước trao tặng nhiều danh hiệu cao quý như: - 01 Huân chương Độc lập hạng Nhất - 01 Huân chương Độc lập hạng Hai - 01 Huân chương Độc lập hạng Ba - 01 Huân chương Lao động hạng Nhất - 01 Huân chương Lao động hạng Nhì - 02 Huân chương Lao động hạng Ba - 01 Huân chương kháng chiến hạng Ba - Cờ thưởng luân lưu của Hội đồng Bộ trưởng, Cờ Nguyễn Văn Trỗi của Trung ương Đoàn, - 02 Bằng khen của Thủ tướng Chính phủ, nhiều bằng khen của cấp Bộ, Tỉnh và tương đương, nhiều năm liền được công nhận là trường Tiên tiến xuất sắc của Bộ, Tỉnh, 5 Nhà giáo ưu tú... 1. 2. - Website của Trường Đại học Công nghiệp Quảng Ninh | |
| Hình tượng sơ khai | Bài viết chủ đề giáo dục này vẫn còn sơ khai. Bạn có thể giúp Wikipedia mở rộng nội dung để bài được hoàn chỉnh hơn. |

| Hình tượng sơ khai | Bài viết chủ đề giáo dục này vẫn còn sơ khai. Bạn có thể giúp Wikipedia mở rộng nội dung để bài được hoàn chỉnh hơn. |